# トクして遊ぶ!買い物天国
トクして遊ぶ!買い物天国（トクしてあそぶかいものてんごく）は、テレビ東京で不定期に放送されていたバラエティ番組である。

## 概要
- ホームセンターやディスカウントストア、100円ショップなど、話題の店を舞台に、人気タレントたちがチーム対抗のクイズやゲームを繰り広げるお買い物バラエティーである。
- 最新の売れ筋アイテム、ユニークな商品、その店ならではのサービスなども紹介し、公式サイトでは紹介されたお店や商品等が確認できる。

## 出演者

### 司会
- 増田和也（当時テレビ東京アナウンサー）

### レギュラー
全ての回に出演
- 東貴博（Take2）
- TKO

## 放送日時
| # | 放送日         | 日時          | ゲスト |
| - | -------------- | ------------- | --- |
| 1 | 2011年06月28日 | 19:00 - 20:54 | インパルス、クリス松村、元木大介、狩野英孝、デヴィ夫人 北斗晶、井森美幸、堀ちえみ、矢口真里、道重さゆみ                                                                                        |
| 2 | 2011年08月30日 | 19:00 - 20:54 | 五月みどり、オードリー、磯野貴理子、KABA.ちゃん、ユージ、松木安太郎 神戸蘭子、千秋、U字工事、八代亜紀、細川茂樹、大沢あかね                                                                    |
| 3 | 2011年11月29日 | 19:00 - 20:54 | 五月みどり、虻川美穂子(北陽)、瀬川瑛子、藤本敏史（FUJIWARA）、クリス松村、益若つばさ、西村和彦 西川史子、田中卓志（アンガールズ）、サンドウィッチマン、叶美香、新山千春、松木安太郎            |
| 4 | 2012年01月04日 | 18:55 - 20:49 | 朝丘雪路、草野仁、具志堅用高、藤本敏史（FUJIWARA）、中田敦彦（オリエンタルラジオ）、坂下千里子 堀内孝雄、井森美幸、武田修宏、ゴリ（ガレッジセール）、鈴木奈々、秋野暢子、西村和彦、JOY、小森純 |
| 5 | 2012年05月01日 | 19:00 - 20:54 | 武田修宏、あき竹城、芹那、早見優、IKKO、井森美幸、菊地亜美、新山千春、スザンヌ |
| 6 | 2012年08月07日 | 19:00 - 20:54 | 具志堅用高、片岡安祐美、五月みどり、西村和彦、クリス松村、松木安太郎、武田修宏 坂下千里子、U字工事、あき竹城、ユージ、菊地亜美、IKKO、重盛さと美                                               |
| 7 | 2012年12月18日 | 19:00 - 20:54 | 八代亜紀、武田修宏、IKKO、菊地亜美、インパルス、秋野暢子、堀内孝雄、山田親太朗 春香クリスティーン、U字工事、あき竹城、クリス松村、重盛さと美                                                   |

## 備考
- 全ての回はローカルセールス枠で放送されるため一部系列局ではプロ野球中継または別の単発特番（主にプロ野球中継差し替えに伴う後日放送）差し替えなどで同時ネットされない場合がある。
- 第4回は本来ならネットセールス枠の水曜の放送だが、前日の火曜に放送された『池上彰の世界を見に行く2012新春スペシャル』と枠の交換をしたためこの回もローカルセールスでの放送となった。
- 余談だが第4回を除く全ての回は火曜の放送のため、後続の『開運!なんでも鑑定団』を含め冨永みーなのナレーションが3時間続くこととなる。

## スタッフ

### 第7回(2012年12月18日放送)
- ナレーター：冨永みーな、藤岡弘、
- 構成：政宗史子、上野耕一郎
- カメラ：川口宏樹(第7回)、小川正明(第5・7回)
- VE：大井剛(第7回[3])、高橋勇士(第7回)
- ビジュアルフォーマット：松本哲也
- 編集：丸山由典(第3・4・7回)
- MA：長瀬貴広(第3・4・6・7回)
- 協力：ヌーベルバーグ・FREEDOM OF ZACK・J-CREW・テレビ東京アート・港家(第5回 - )
- デスク：門田理沙(第7回、テレビ東京)
- AD：古東風太郎・鈴木拓也(第7回、テレビ東京)
- ディレクター：市葉純一(第5回 - 、ゼロクリエイト)、田中晋也(テレビ東京)、入山真也(第7回、ゼロクリエイト)
- 演出：高橋健二(第3回 - 5回、第7回、テレビ東京)
- プロデューサー：末永剛章(テレビ東京)、酒井英樹（ゼロクリエイト）
- 制作協力：ゼロクリエイト（第6回は非表示）
- 制作著作：テレビ東京

### 過去
- カメラ：江藤恭真(第3回)、金子徹(第4回)、沼田善(第4・5回)、大塚孝輔(第5回)、中島大樹(第6回)、宮川量康(第3・6回)
- VE：日高朋弘(第3回)、岩瀬靖生(第4・5回)、山下貴之(第6回)
- 音声：重松敦(第3回)
- 編集：千田稔(第5回)、下澤健一郎(第6回)
- MA：元木綾美(第5回)
- 協力：ぴーたん(第5・6回)
- CG：稲葉秀樹( - 第6回)、藤井大介(第3・4回)
- 音効：若林雄二(第6回)
- 番宣：荒井正和(第3・4回)
- AD：三浦由舞・中村優一郎(第3・4回)、吉村崇志・増谷緒一・谷原マリア（第6回）
- ディレクター：磯部修(第3回)、篠幸生(第3回)
- プロデューサー：宮川幸二(第3・4回)
- チーフプロデューサー：永井宏明(第3・4回)